# Acrida anatolica
Acrida anatolica är en insektsart som beskrevs av Vitaly Michailovitsh Dirsh 1949. Acrida anatolica ingår i släktet Acrida och familjen gräshoppor. Inga underarter finns listade i Catalogue of Life.